# Gjaltema-Stadion aan de Langeleegte
Das Gjaltema-Stadion aan de Langeleegte ist ein Fußballstadion in der nordniederländischen Stadt Veendam, Provinz Groningen. Der Fußballverein SC Veendam empfing hier seine Gäste zu den Spielen. Seit dem 1. Juli 2008 trägt das Stadion den Namen des Sponsoren Gjaltema in seinem Namen. Am 2. April 2013 musste der Spielbetrieb aus Insolvenzgründen eingestellt werden. 

## Geschichte
Das Stadion wurde 1954 unter dem Namen Sportpark De Langeleegte eröffnet. Seinen Namen hat die Anlage von der Straße an der sie liegt. Langeleegte heißt in die deutsche Sprache übersetzt „Lange Leere“. Im Jahre 1998 wurde das Stadion einer umfassenden Renovierung unterzogen. Am heutigen Tage besteht die Spielstätte aus zwei, auf etwa drei Meter erhöhten Tribünen längs des Spielfeldes und zwei ebenerdig angelegten Hintertortribünen. Hinter der Haupttribüne im Süden liegt ein Anbau, der zur Betreuung der Sponsoren und VIP-Gäste vorgesehen war. Auf den vier Zuschauerrängen verteilen sich 6.500 überdachte Sitzplätze. Die Gästefans fanden hinter dem Tor im Westen Platz.
Derzeit finden hier die Heimspiele des Amateurvereins VV Veendam 1894 statt.